# Mitsuru Komaeda
Mitsuru Komaeda, född 14 april 1950 i Iwate prefektur, Japan, är en japansk tidigare fotbollsspelare.